# Pointe Castalia
Pour les articles homonymes, voir Castalia.
La pointe Castalia est un cap de la Guadeloupe situé en Grande-Terre sur la commune d'Anse-Bertrand. 

## Géographie
La pointe Castalia forme avec le point dit Les Trois Vaches, l'anse Castalia connue pour ses eaux turquoises. 
Il s'agit aussi d'un site de plongée.
L'anse Castalia forme aussi une grotte sous-marine. Le site est réputé pour sa beauté mais est aussi dangereux,.

## Histoire
Fin novembre 2020, deux hommes sont évacués par hélicoptères de la pointe après y avoir été coincés sur les rochers par le courant.

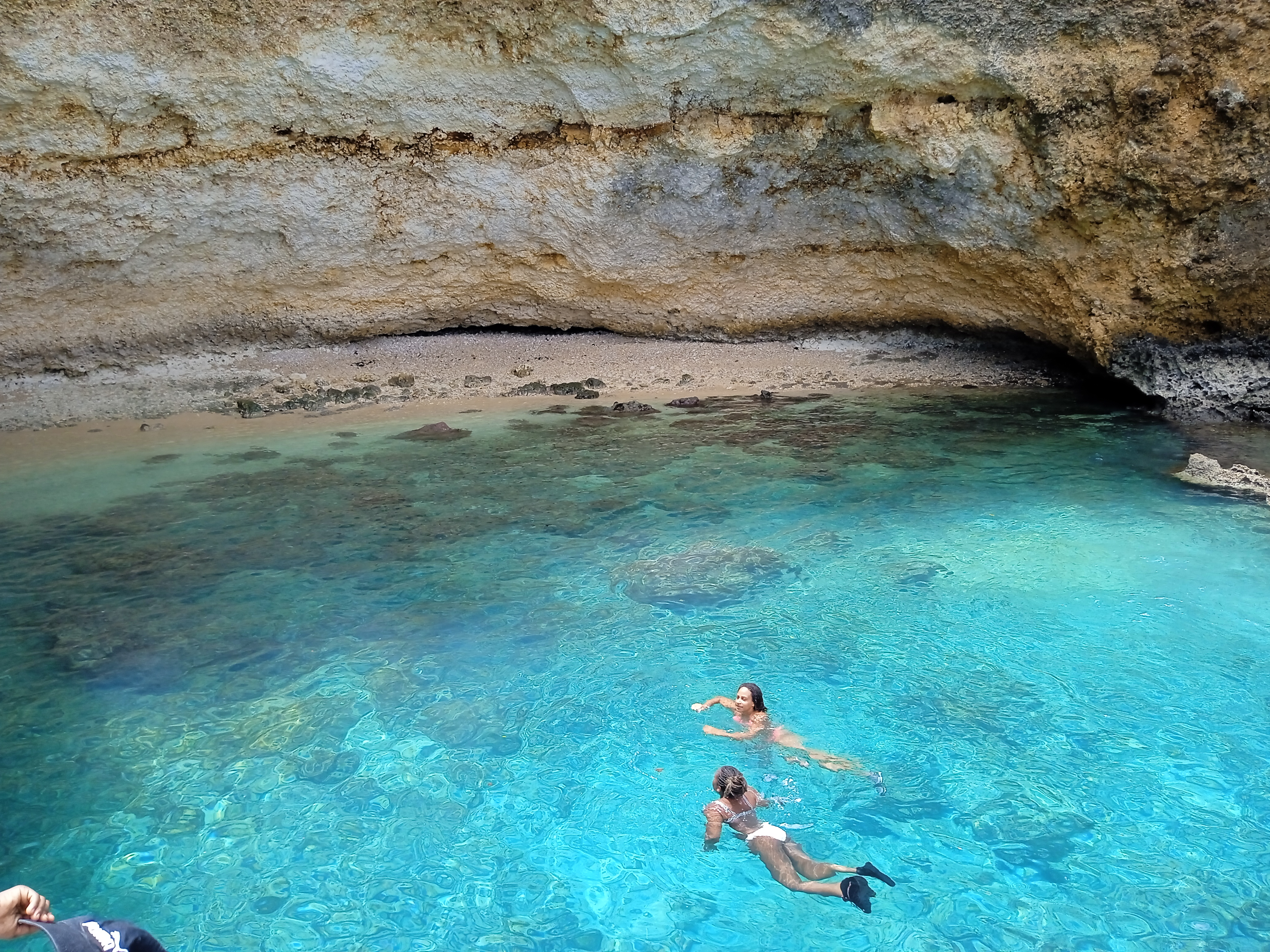
Anse Castalia.
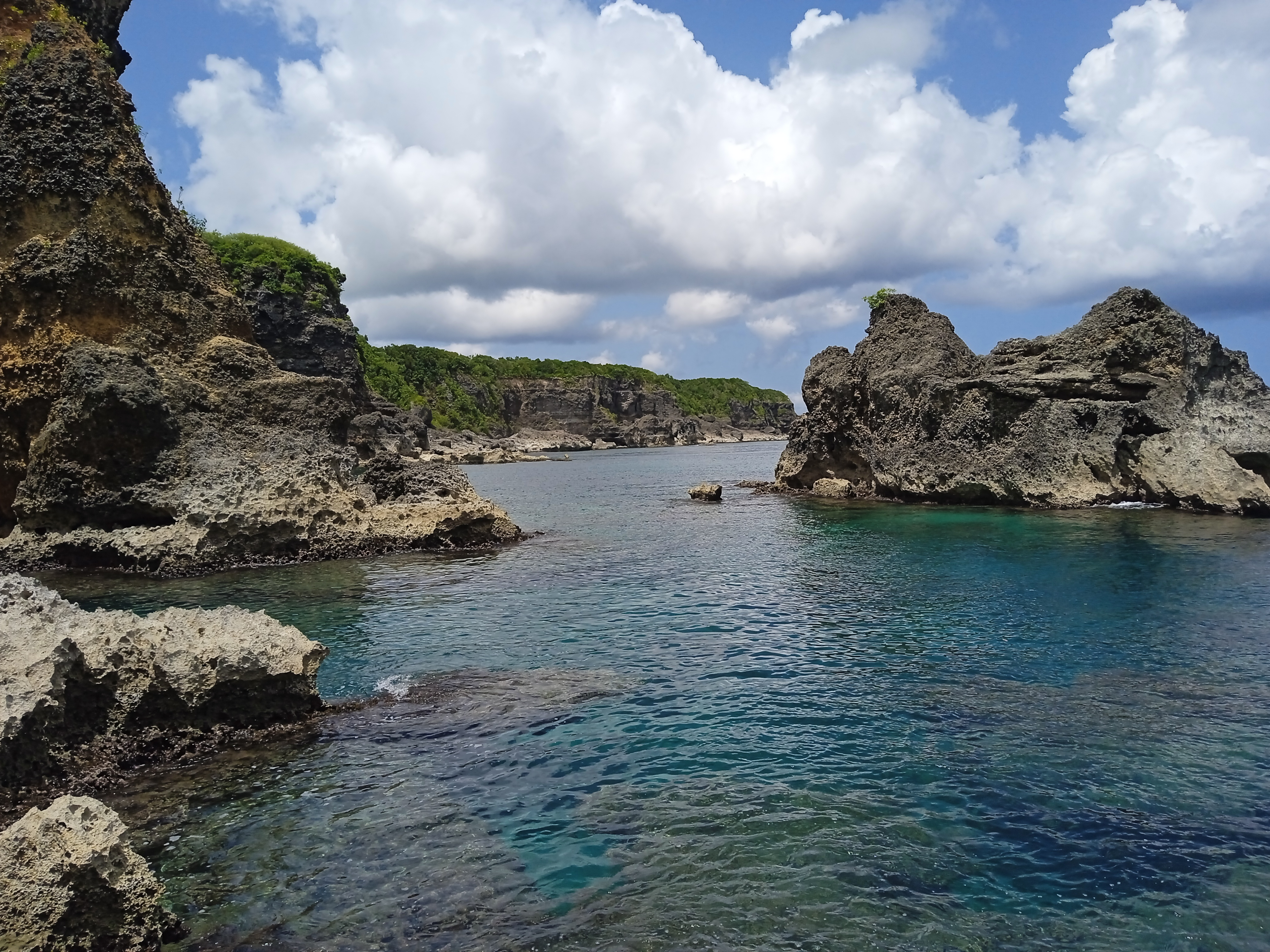
Rochers de l'anse Castalia.
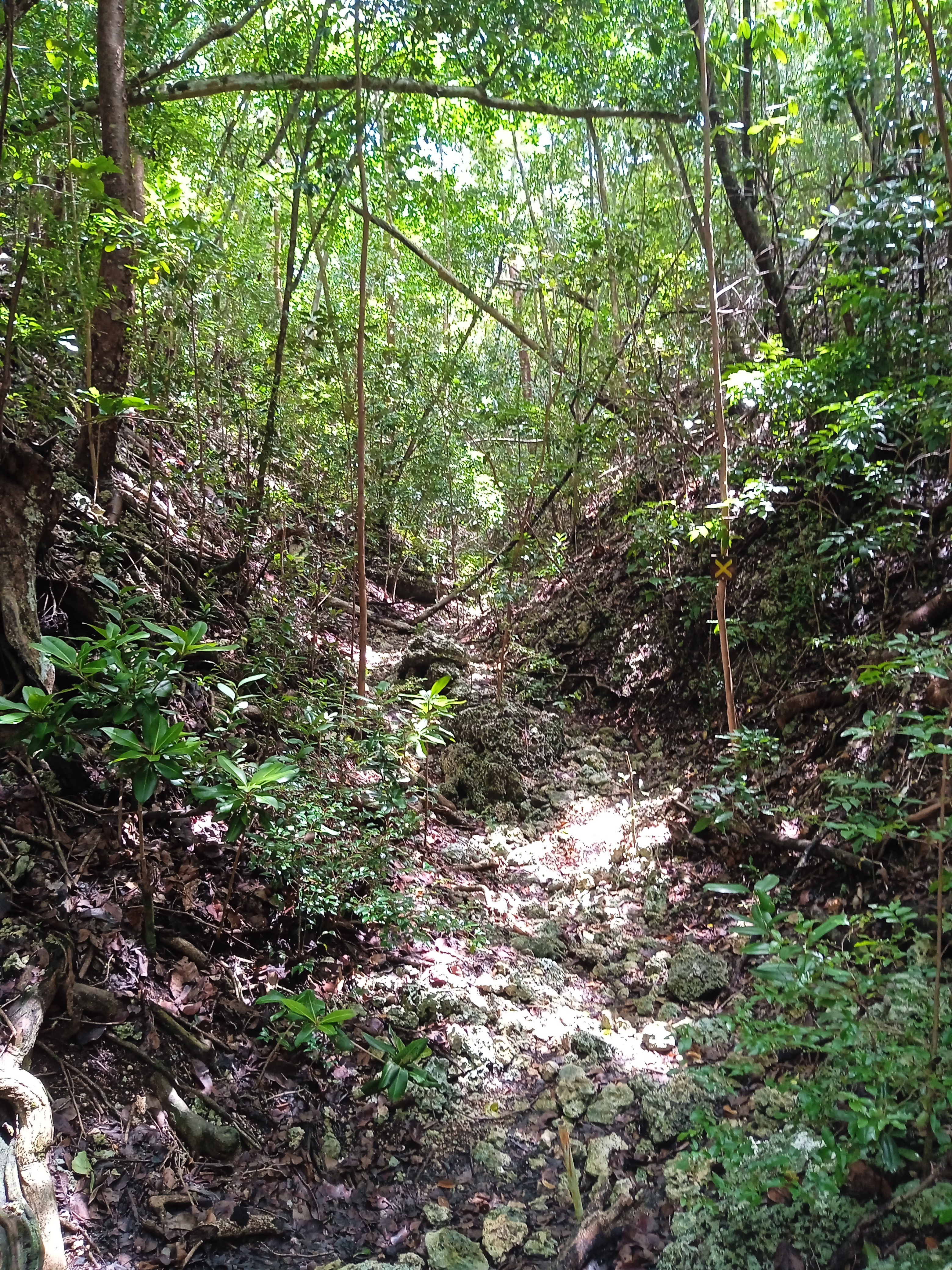
Chemin d'accès à l'anse Castalia.
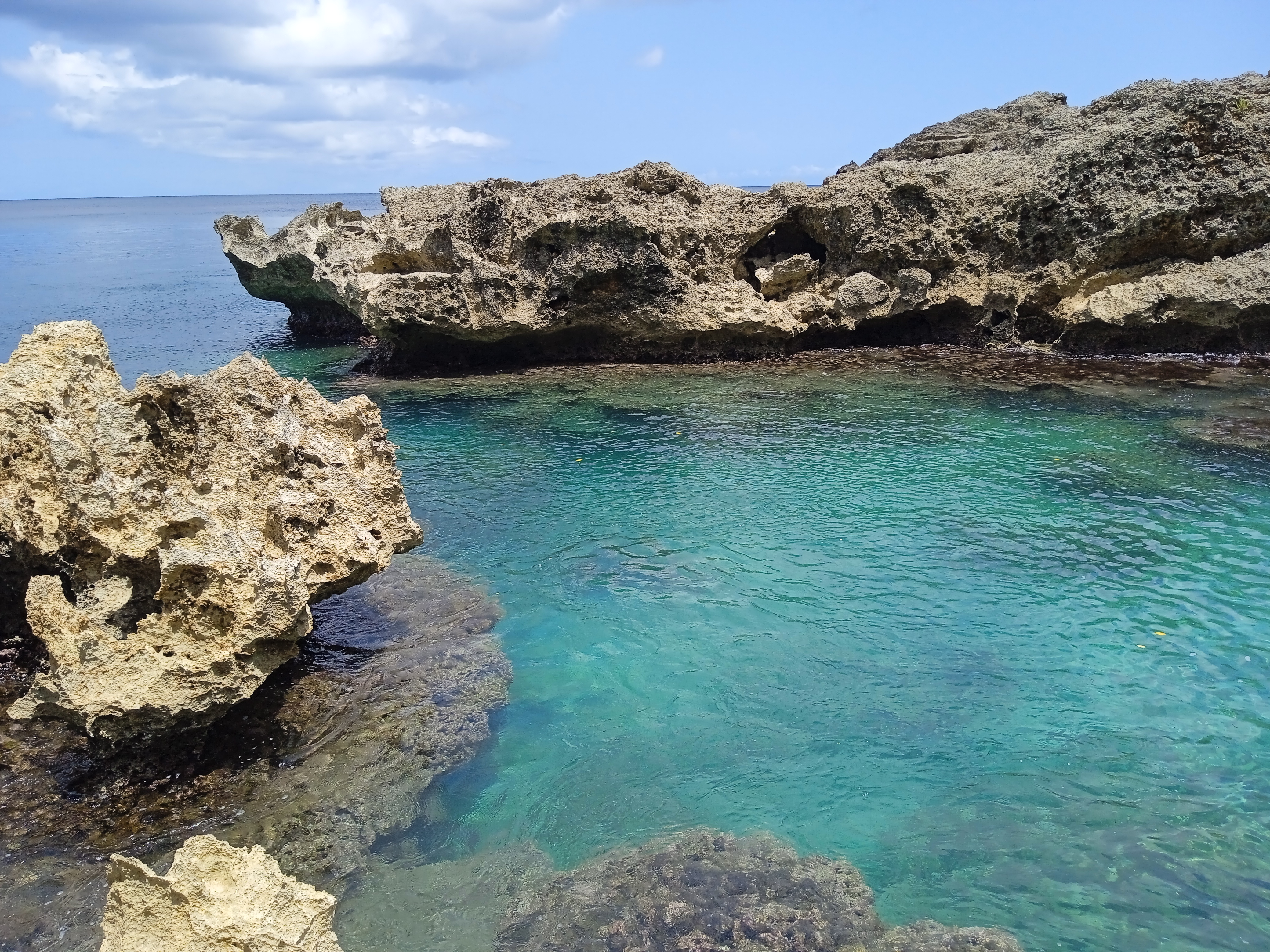